# Wincenty Szweycer
Wincenty Korneli Feliks Szweycer (Szwejcer) (ur. 16 kwietnia 1810 w Woli Chynowskiej, zm. 6 czerwca 1872 w Chociwiu) – polski ziemianin, właściciel dóbr Olszowa, potem majątku Rzeczyca, uczestnik powstań listopadowego i styczniowego.

## Stosunki rodzinne
Urodzony w rodzinie ziemiańskiej jako syn Ludwika Szweycera i Marianny z Piwów. Miał trzech braci: Michała (1808–1871), Teodora (1811-?), powstańca listopadowego, właściciela dóbr Świniokierz, Hipolita (ur. 1815), a także dwie młodsze siostry zmarłe w młodym wieku jako panny niezamężne: Ludwikę Paulinę (1817–1833) i Ewę (1819–1841).
5 czerwca 1837 w Służewie (koło Warszawy) poślubił Mariannę Leokadię Helenę Łabęcką (1810–1882), córkę Antoniego Łabęckiego (1773–1854), mecenasa Sądu Najwyższego, dziedzica podwarszawskich dóbr Okęcie, i Ewy z Wołowskich. Z tego związku narodziło się liczne potomstwo. Pięcioro dzieci osiągnęło wiek dorosły, m.in. Jadwiga Czermińska, Helena Olszowska (1839–1881), Zofia Bagniewska (1841–1912), Bronisław Michał Hieronim Szweycer (1841–1921), ziemianin, powstaniec styczniowy, Michał Teofil Adam Szweycer (1843–1919), prawnik, właściciel ziemski, powstaniec styczniowy.

## Udział w powstaniu listopadowym
Wincenty Szweycer przystąpił do powstania listopadowego wraz z braćmi Michałem i Teodorem. Służył jako ochotnik w 4 pułku strzelców konnych. Brał udział w bitwach pod Dębem Wielkim (31 III 1831), Wawrem, Grochowem, Kałuszynem (2 IV) i Ostrołęką (26 V 1831). Otrzymał stopień podoficera, potem starszego ochmistrza, walki zakończył w stopniu podporucznika. W przeciwieństwie do starszego brata Michała, który po upadku powstania (1831) udał się na emigrację do Francji, Wincenty uniknął represji carskich i pozostał w Królestwie Polskim.

## Gospodarowanie majątkiem
Po śmierci ojca (1835) Wincenty Szweycer przejął dobra Olszowa (w ówczesnej parafii Ujazd), na których gospodarował przez 22 lata. Doprowadził majątek do kwitnącego stanu. W 1857 dokonał zamiany dóbr Olszowa na większy majątek ziemski Rzeczycy. W 1858–1861 był czynnym członkiem Towarzystwa Rolniczego okręgu rawskiego.

## Działalność niepodległościowa
W latach 1861–1863 Wincenty Szweycer należał do konspiracji i gorących zwolenników walki zbrojnej. Został mianowany naczelnikiem okręgowym w powiecie rawskim. Na potrzeby przyszłego powstania sprowadził z zagłębia staropolskiego broń białą (piki, lance, kosy) i urządził we własnych włościach składnicę broni (w stodole odizolowanej od zabudowań dworskich). Na skutek zdrady informacja o składnicy dotarła jeszcze przed wybuchem powstania styczniowego do władz carskich. Wojska carskie przybyłe z garnizonów Rawy Mazowieckiej, Nowego Miasta i Tomaszowa Mazowieckiego dokonały przeszukania majątku, odnalazły ukrytą broń i w obecności Szweycerów (Wincentego i jego synów) spaliły stodołę.
Szweycerowie zostali aresztowani i osadzeni w więzieniu w Piotrkowie Trybunalskim. W więziennej celi spędzili kilka miesięcy. Wszyscy zostali uwolnieni dzięki pomocy i wstawiennictwu Marii Kalergis. Po odzyskaniu wolności Wincenty Szweycer ponownie pełnił obowiązki powstańczego naczelnika okręgowego w powiecie rawskim. Należycie wywiązywał się ze swych obowiązków, zaopatrując powstańców w żywność, konie i broń. Partie powstańcze, które przechodziły przez Rzeczycę, pozostającego pod dowództwem Antoniego Jeziorańskiego, Jana Drewnowskiego, Ludwika Żychlińskiego, otrzymywały pomoc i schronienie. Obaj synowie Wincentego służyli jako kawalerzyści w oddziale rawskim pod dowództwem kpt. Władysława Grabowskiego. W tym samym oddziale miał także służyć przez krótki czas 53-letni wówczas Wincenty Szweycer, który po upadku powstania skupił się na gospodarowaniu dobrami rzeczyckimi.

## Zgon i pochówek
Wincenty Szweycer zmarł nagle w wieku 62 lat. Przebywał wówczas w Chociwiu (pow. Rawa Mazowiecka, obecnie powiat tomaszowski, gmina Czerniewice), goszcząc u pisarza i poety Jana Nepomucena Jaśkowskiego (1807–1882). Został pochowany w grobowcu rodzinnym na cmentarzu rzymskokatolickim w Rzeczycy.
Jaśkowski dla uczczenia zmarłego druha napisał wiersz pt. Na śmierć Wincentego Szwejcera z Rzeczycy, w którym uwydatnił zarówno jego działalność niepodległościową, jak i organiczną.
- Spracowałeś się do woli 
I na koniu, i na roli,
 Więc po boju,
 więc po znoju,
 Więc po pracy na twej niwie
 Śpij spokojnie i szczęśliwie[3].